# Johann Sigismund Henninger
Johann Sigismund Henninger, auch Jean Sigismond Henninger, (* 1667 in Durlach; † 1719 an unbekanntem Ort) war Professor für Medizin der Universität Straßburg und Mitglied der Gelehrtenakademie „Leopoldina“.

## Leben
Johann Sigismund Henninger, auch Jean Sigismond Henninger, studierte Medizin in Straßburg, wo er im Jahr 1708 promoviert wurde. Er war zudem Kanoniker des Thomas Capitels in Straßburg. Er wurde auf eine Professur für Medizin an der Universität Straßburg berufen. 
Johann Sigismund Henninger wurde am 1. Juli 1714 unter der Matrikel-Nr. 307 mit dem akademischen Beinamen HERAKLIDES I. als Mitglied in die Leopoldina aufgenommen.

## Werke
- mit Markus Mappus (1632–1701): Disputatio Medica. De Cephalalgia, quam Divina Favente Gratia sub Praesidio (.) Marci Mappi. Verlag: Argentorati (Strasbourg), Johann Pastor, 1691
- De conservanda bona valetudine, liber Scholae Salernitanae
- mit Johann Philipp Elvert: Dispvtatio Medica Sistens Millepedas, 1711. Digitalisat
- (Hrsg.): Guilielmi Fabricii Hildani Observationum Et Epistolarum Chirurgico-Medicarum Centuriae. Fabricius Hildanus, Wilhelm, 1713. Digitalisat
- mit Menhardus Carolus Euler: Theses medicae de mesenterio, quas sub praesidio Joh. Sigismundi Henningeri Menhardus Carolus Euler ... auctor & respondens, Argentorati, Beck, 1714. Hochschulschrift:	Straßburg, Univ., Diss., 1714
- De Diæta Sanorum / Quam ... Præside ... Joh. Sigismundo Henningero ... Solenni Medicorum Examini Subjicit Johannes Jacobvs Fabricivs ... Argentorati:Kürsner, 1717